# Гюнтер фон Вюллерслебен
Гюнтер фон Вюллерслебен (нем. Gunther von Wüllersleben, умер 4 мая 1252 года (по другим данным 3 мая), Акра) — 8-й великий магистр Тевтонского ордена в 1249—1252 годах, маршал ордена в 1228-1230 годах.
Гюнтер фон Вюллерслебен был родом из северогессенского рода министериалов из города Херсфельд. Неизвестна точная дата его вступления в орден, но в 1215 году он уже находился в Акре среди братьев ордена. Был близким другом великих магистров Германа фон Зальца и Генриха фон Гогенлоэ, что позволяло ему принимать участие в различных тайных дипломатических миссиях ордена. В 1244-1246 годах он находился вместе с великим магистром Генрихом фон Гогенлоэ в Пруссии. В 1249 году на генеральном капитуле в Акре он был избран великим магистром ордена. В должности великого магистра он, видимо, не покидал пределы Палестины.
О его делах на посту главы ордена мало что известно. Он делал попытки примирить враждующих императора и папу римского. Часто направлял в отдалённые владения ордена людей для установлением дисциплины. За короткое время сумел преодолеть назревшее напряжение внутри ордена, порождённое борьбой двух противоборствующих партий: папского и императорского престолов.
Фон Вюллерслебен скончался в 1252 году в Акре.